# Bruchophagus rexus
Bruchophagus rexus är en stekelart som beskrevs av T.C. Narendran 1995. Bruchophagus rexus ingår i släktet Bruchophagus och familjen kragglanssteklar. Inga underarter finns listade.